# Sinophorus brunnifemur
Sinophorus brunnifemur är en stekelart som beskrevs av Sanborne 1984. Sinophorus brunnifemur ingår i släktet Sinophorus och familjen brokparasitsteklar. Inga underarter finns listade i Catalogue of Life.